# Barcelona (пісня)
«Barcelona» («Барселона») — пісня-сингл 1987 року, яку випустили британський вокаліст гурту «Queen» Фредді Мерк'юрі та іспанська оперна співачка-сопрано Монсеррат Кабальє. Пісня була першим треком їхнього спільного альбому «Barcelona» 1988 року й потрапила до збірки гурту «Queen» «Greatest Hits III».
Пісня відображає любов Мерк'юрі до опери з його виконанням у високих нотах та оперним вокалом Кабальє у супроводі повноцінного оркестру. Спочатку вийшла 1987 року, пісня «Barcelona» стала одним із найбільших хітів сольної кар'єри Мерк'юрі, посівши восьму сходинку у британському чарті синглів. Після смерті Мерк'юрі у 1991 році «Barcelona» представляла літні Олімпійські ігри 1992 року, після чого пісня піднялася у чартах ще вище, посівши другу сходинку у Великій Британії, Нідерландах та Новій Зеландії.
У 2004 році BBC Radio 2 помістило «Barcelona» на 41 місце в рейтингу «Sold On Song Top 100».

## Історія
Фредді Мерк'юрі був давнім шанувальником опери, особливо Монсеррат Кабальє. 1986 року він згадав на іспанському телебаченні, що хотів би зустрітися з нею, після цього вони вперше зустрілися в Барселоні в лютому 1987 року. Пізніше, коли це місто було обрано для проведення літніх Олімпійських ігор 1992 року, Кабальє, уродженку міста, попросили допомогти написати пісню для ігор. Вона попросила Мерк'юрі співпрацювати. Кабальє настільки захопилася проєктом, що замість запису синглу запропонувала записати цілий альбом, на що Мерк'юрі погодився. «Barcelona», запропонована ними вступна пісня, мала бути завершена до 1988 року, щоб її можна було висунути як кандидата на олімпійську тему 1992 року. Відбір було призначено на 1988 рік, аж за чотири роки до початку ігор. Запис ускладнювався щільним графіком Кабальє, щоб заощадити час, Мерк'юрі записав пісню, виконавши партію Кабальє фальцетом. Потім він відправляв касету Кабальє, щоб підготувати її до спільних студійних сесій.

## Складова
Пісню «Barcelona» написав Мерк'юрі у співавторстві з Майком Мораном, який також з'явився у відеокліпи до неї, де він грав на піаніно, виконав всі клавішні під час її студійного запису. Пісня починається з оркестрового вступу, який затихає, після чого Мерк'юрі та Кабальє по черзі співають свої сольні партії, іноді зливаючись у дует. Під час виконання приспіву «Барселона» та кількох інших партій для студійної версії Мерк'юрі дублював свій голос у своєму звичайному багато-трековому стилі. Мерк'юрі вів пісню, а Кабальє виконувала потужне фонове сопрано. Оскільки Кабальє виконувала партію сопрано, Мерк'юрі співає своїм природним баритоном, а не форсованим тенором, як зазвичай у інших записах.
Пісню описали як рідкісний хрестоматійний приклад поєднання поп-музики та оперного співу, з підкресленням їхньої відмінності. Коли Мерк'юрі артикулював кожне своє слово, Кабальє зосереджувалася на тоні, через що її репліки набагато важче зрозуміти, і, крім того, вона використовує як англійську, так і іспанську мови. Таким чином співачка зберігала мелодійність своєї партії протягом усієї пісні за рахунок тексту, тоді як Мерк'юрі був змушений вдаватися від співу до майже крику в партії крещендо, щоб вимовити свої слова. Повідомляється, що Мерк'юрі був вражений легендарною здатністю Кабальє контролювати свій голос; наприклад, у згасанні Мерк'юрі відходить від мікрофона, щоб зменшити динаміку свого голосу, тоді як Монсеррат покладалася на свою класичну підготовку, щоб зменшити динаміку.

## Відеокліп
У жовтні 1987 року вийшов офіційний відеокліп до пісні, знятий Девідом Меллетом, який співпрацював із гуртом «Queen» у їхніх попередніх кліпах. Майк Моран, співавтор пісні, з'явився у відео, диригуючи оркестром за допомогою лайтстика; його часто плутають із Браяном Меєм, переважно через їх майже однакові зачіски. 2019 року оригінальну 35-мм плівку відсканували і переробили у цифровому вигляді з роздільною здатністю 4K.

## Версії
До збірки «The Solo Collection» 2000 року, на дисці «Rarities 2», увійшла рання версія пісні з іншим текстом тривалістю 4:21 хвилин і пізніша її версія тривалістю 4:41 хвилин, а до диску «Singles» потрапила розширена версія пісні тривалістю 7:07 хвилин.

## Живе виконання

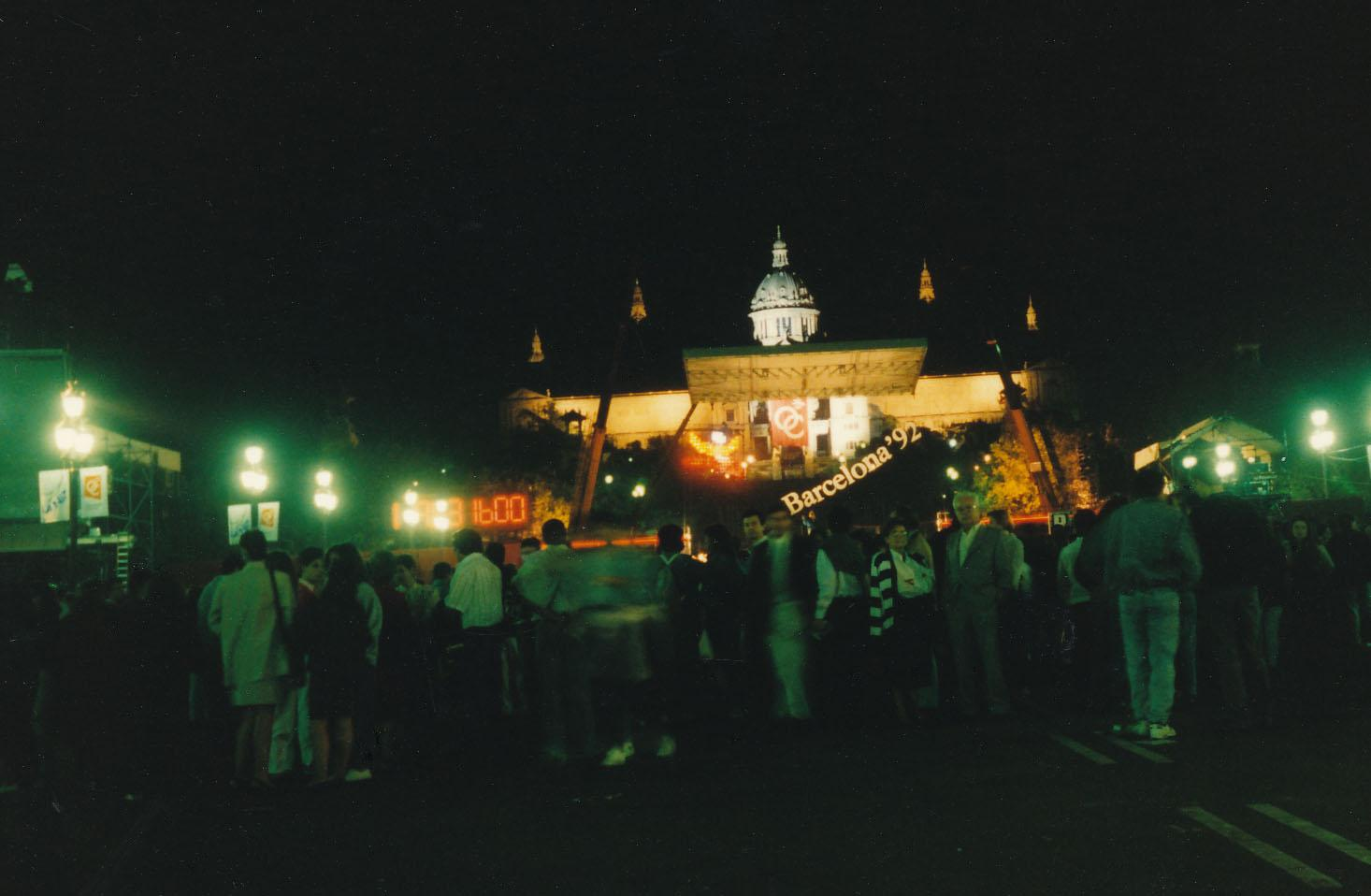
Концерт у Барселоні 1988 року

Пісню вперше виконали у травні 1987 року на фестивалі на Ібиці, у нічному клубі «Ku» (нині має назву «Privilege Ibiza», вважається найбільшим нічним клубом у світі).
Наступне важливе виконання пісні відбулося 8 жовтня 1988 року на фестивалі «La Nit» просто неба в Барселоні, організованому з нагоди прибуття олімпійського прапора з Сеула. Тоді Мерк'юрі та Кабальє виконали три треки з майбутнього альбому «Barcelona», а саме «Barcelona», «How Can I Go On» та «The Golden Boy». Під час цього живого виступу Мерк'юрі вже хворів на СНІД. Він помер у 1991 році, тому замість його живого виконання, на початку міжнародної церемонії відкриття Олімпійських ігор 1992 року, лунав запис пісні під час показу відео-розповіді із подорожжю Барселоною.
Перед початком фіналу Ліги чемпіонів УЄФА 1999 року між «Манчестер Юнайтед» та ФК «Баварія Мюнхен» на стадіоні «Камп Ноу» в Барселоні, Кабальє виконала «Barcelona» наживо у супроводі запису Мерк'юрі, який з'явився на електронному екрані стадіону.

## Учасники запису
- Фредді Мерк'юрі — вокал, аранжування
- Монсеррат Кабальє — вокал
- Майк Моран — клавішні, програмування, аранжування
- Хомі Канга — скрипка
- Лорі Льюїс — скрипка
- Дебора Енн Джонстон — віолончель
- Баррі Кестл — валторна
- Френк Рікотті — перкусія

## Чарти
| Чарт (1987/88)                   | Позиція |
| -------------------------------- | ------- |
| Австралія (Kent Music Report)    | 85      |
| Ірландія (IRMA)                  | 8       |
| Нідерланди (Mega Single Top 100) | 37      |
| Швеція (Sverigetopplistan)       | 15      |
| Велика Британія UK Singles (OCC) | 8       |
| Західна Німеччина                | 32      |

| Чарт (1992)                      | Позиція |
| -------------------------------- | ------- |
| Австралія (ARIA)                 | 42      |
| Бельгія (Ultratop Flanders)      | 21      |
| Франція (SNEP)                   | 6       |
| Ірландія (IRMA)                  | 2       |
| Нідерланди (Dutch Top 40)        | 2       |
| Нідерланди (Mega Single Top 100) | 2       |
| Нова Зеландія (RIANZ)            | 2       |
| Португалія (AFP)                 | 9       |
| Швеція (Sverigetopplistan)       | 12      |
| Швейцарія (Media Control AG)     | 8       |
| Велика Британія UK Singles (OCC) | 2       |

| Чарт (2018)                         | Позиція |
| ----------------------------------- | ------- |
| Німеччина (Media Control AG)        | 100     |
| Шотландія (Official Charts Company) | 63      |

| Чарт (1992)                 | Позиція |
| --------------------------- | ------- |
| Нідерланди (Dutch Top 40)   | 31      |
| Нідерланди (Single Top 100) | 30      |

## Реліз
Сингл поширювався на 7-дюймових та 12-дюймових вінілових платівках та 5-дюймових компакт-дисках лейблом «Polydor». 5-дюймовий компакт-диск та 7-дюймова платівка, окрім 12-дюймової платівки, були перевидані 1992 року; окрім цього, лише як рекламний матеріал для компаній звукозапису Японії у 1992 році вийшов 3-дюймовий компакт-диск. Сторона «Б» майже всіх платівок містила пісню «Exercises in Free Love» з альбому «The Freddie Mercury Album». Тоді як сторона «Б» іспанської версії 7-дюймової платівки 1992 року містила іншу версію «Barcelona», а рідкісна 12-дюймова гонконгська платівка 1987 року була односторонньою й мала унікальний конверт. Більшість 5-дюймових компакт-дисків містили дві або три версії «Barcelona» та «Exercises in Free Love». На більшості обкладинок 7-дюймових платівок і 5-дюймових компакт-дисків Мерк'юрі та Кабальє співають на сцені з оркестром на задньому плані, хоча в португальській версії вони зображені на статичній студійній фотографії. Перевидання 7-дюймових платівок 1992 року містило іншу версію обкладинки, де артисти співали без оркестра.